# Prêmio Louise Hay
O Prêmio Louise Hay (em inglês:  Louise Hay Award) é um prêmio de matemática estabelecido em 1990 pela Association for Women in Mathematics, em reconhecimento a contribuições como uma educadora matemática. Foi criado como homenagem a Louise Hay.

## Recipientes
As seguintes mulheres receberam o Prêmio Louise Hay:
| Ano  | Recipiente                     |
| ---- | ------------------------------ |
| 1991 | Shirley Frye                   |
| 1992 | Olga Beaver                    |
| 1993 | Naomi Fisher                   |
| 1994 | Kaye A. de Ruiz                |
| 1995 | Eta Zuber Falconer             |
| 1996 | Glenda Lappan e Judith Roitman |
| 1997 | Marilyn Burns                  |
| 1998 | Deborah Hughes Hallett         |
| 1999 | Martha K. Smith                |
| 2000 | Joan Ferrini-Mundy             |
| 2001 | Patricia D. Shure              |
| 2002 | Annie Selden                   |
| 2003 | Katherine Puckett Layton       |
| 2004 | Bozenna Pasik-Duncan           |
| 2005 | Susanna Epp                    |
| 2006 | Patricia Clark Kenschaft       |
| 2007 | Virginia Warfield              |
| 2008 | Harriet Pollatsek              |
| 2009 | Deborah Loewenberg Ball        |
| 2010 | Phyllis Chinn                  |
| 2011 | Patricia Campbell              |
| 2012 | Bonnie Gold                    |
| 2013 | Amy Cohen                      |
| 2014 | Sybilla Beckmann               |
| 2015 | T. Christine Stevens           |
| 2016 | Judy L. Walker                 |
| 2017 | Cathy Kessel                   |
| 2018 | Kristin Umland                 |
| 2019 | Jacqueline Dewar               |
| 2020 | Erika Camacho                  |
| 2021 | Lynda Wiest                    |
| 2022 | Vilma Mesa                     |